# Mercedes (Teksas)
Mercedes je grad u američkoj saveznoj državi Teksas. Prema popisu stanovništva iz 2010. u njemu je živjelo 15.570 stanovnika.